# Jüdischer Friedhof (Jičín)
Koordinaten: 50° 26′ 32,3″ N, 15° 22′ 56,2″ O

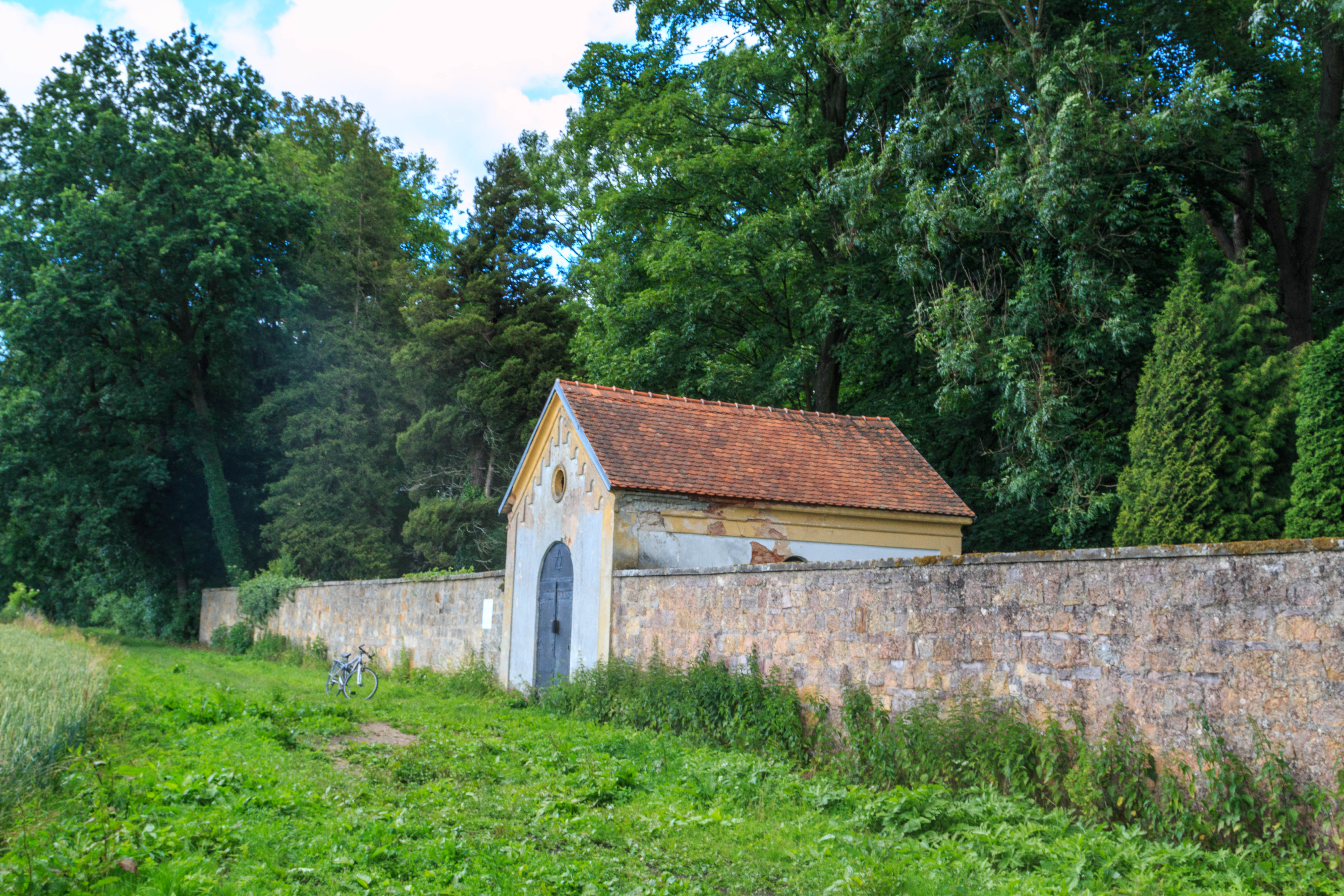
Jüdischer Friedhof in Jičín: Mauer und Taharahaus

Der Jüdische Friedhof in Jičín (deutsch Gitschin), einer tschechischen Stadt im Okres Jičín, wurde in der Mitte des 17. Jahrhunderts angelegt. Der jüdische Friedhof liegt zwei Kilometer westlich des Ortes inmitten von Feldern.
Auf dem 1104 Quadratmeter großen Friedhof sind noch mehrere hundert Grabsteine vorhanden. 
Das Taharahaus mit Rundbogentor wurde vermutlich im 19. Jahrhundert erbaut.